# Liodessus plicatus
Liodessus plicatus är en skalbaggsart som först beskrevs av Sharp 1882.  Liodessus plicatus ingår i släktet Liodessus och familjen dykare. Inga underarter finns listade i Catalogue of Life.

## Bildgalleri

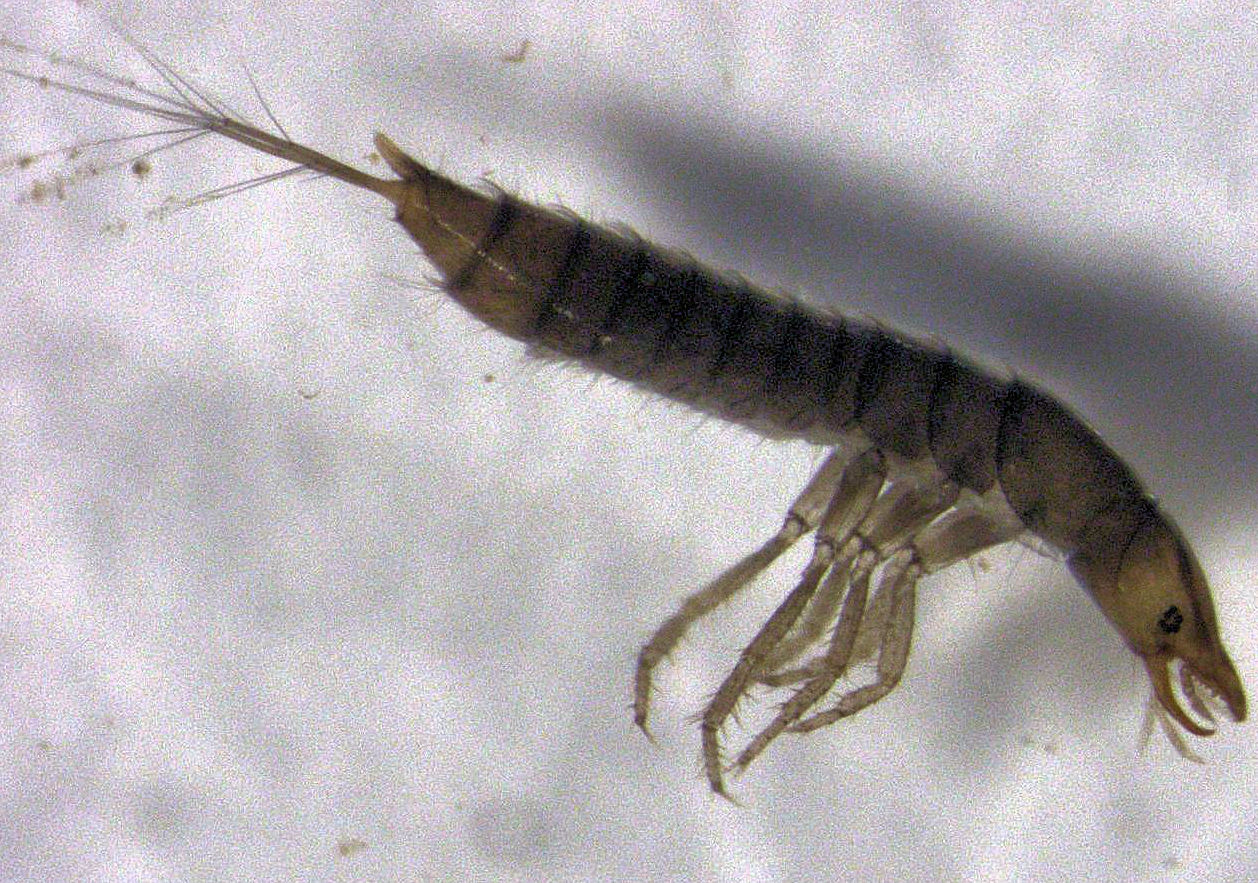